# أل جي. رايت
أل جي. رايت (بالإنجليزية: Al G. Wright)‏ هو معلم موسيقى أمريكي، (و. 1916 – 2020 م).